# Delo (Sprache)
Delo ist die Sprache der afrikanischen Delo mit nur noch ca. 10.900 (2003) Sprechern in Ghana östlich an der Grenze zu Togo. 
Der Schwerpunkt von Delo liegt in Brewaniase, 32 km südlich von Nkwanta. Sie wird auch in Togo von ca. 5.400 Sprechern (1993) an der Grenze zu Ghana gesprochen. Alternative Namen sind Ntrubo, Ntribu und Ntribou. Delo wurde neu eingestuft von der Kwa- in die Gur-Sprachfamilie. 